# Compsognathider
Compsognathidae är en familj som består av små köttätande dinosaurier, generellt bra bevarade som fossil, från jura- till kritaperioderna. De flesta av compsognathiderna torde ha burit någon sorts fjäderdräkt. Man har hittat avtryck av fjädrar från tre släkten, det vill säga Sinosauropteryx, Sinocalliopteryx och Juravenator. Medan Sinosauropteryx och Sinocalliopteryx uppvisar bevis för att ha täckts helt av en skrud bestående av primitiva fjädrar, demonstrerar fynd av Juravenator att den hade fjäll på svansen och bakbenen. Det är möjligt att fjädrarna utvecklades i denna familj, och/eller att några arter täcktes enbart fläckvis av fjädrar.
Positionen av Compsognathidae inom Coelurosauria är osäker. Vissa forskare anser att familjen är den mest basala av coelurosaurier, medan andra anser att de är en del av Maniraptora.

## Klassificering
År 2003 gjorde O. W. M. Rauhut en ny definition av familjen Coeluridae, som då kom att innehålla Coelurus fragilis (yngre jura, Nordamerika), Compsognathus (jura, Europa), Sinosauropteryx (äldre krita, Asien) samt Mirischia (äldre krita, Sydamerika). Emellertid har denna klassificering inte antagits av alla forskare. Sereno (2005) pekar på att Compsognathidae har rättighet att komma i första hand, till och med om dinosaurier som Coelurus eller Ornitholestes tillhör samma familj som Compsognathus.

## Släkten
Compsognathidae
- Compsognathus
- Huaxiagnathus
- Juravenator
- Mirschia
- Scipionyx
- Sinocalliopteryx
- Sinosauropteryx